# Metlikovke
Metlikovke (lat. Tamaricaceae), biljna porodica u redu klinčićolike. Sastoji se od pet rodova i stotinjak vrsta. Ime pordice dolazi po rodu metlika ili tamarika (Tamarix).
U Hrvatskoj raste nekoliko vrsta metliki, a poznatije su dalmatinska (Tamarix dalmatica) i franuska metlika ili obična tamarika (Tamarix gallica).

## Opis
Polugrmovi, grmovi ili stabla, obično halofiti, reofiti ili kserofiti. Listovi sitni, često ljuskasti ili subulirani, ekstipulirani, sjedeći, spiralno raspoređeni. Cvjetovi aktinomorfni, hipogini, sitni, dvospolni ili rijetko jednospolni (i tada su biljke dvodomne), pojedinačni ili skupljeni u grozdove ili složene cvjetove (botrioide). Čašičnih listića 4-5; latica 4-5, naizmjenično sa čašicama; prašnika 4 do mnogo, obično jednakog broja laticama ili više, različiti ili spojeni na bazi ili fascikulirani, često pričvršćeni na mesnati nektarni disk, prašnici 2-lokularni, otvaraju se uzdužnim prorezima; ginecej od 3–4, rijetko 2 ili 5 sjedinjenih karpela; jajnik gornji, 1-lokularni s parijetalnom, bazalnom ili parijetalno-bazalnom placentacijom, ponekad gotovo plurilokularan s 2 do mnogo anatropusa, bitegmične ovule po posteljici; stilodija 2–5 ili ih nema, a stigme sjedeće. Plod lokulicidna kapsula; sjemenke dlakave ili s dlačicama koje na jednom kraju čine komu; endosperm je oskudan, škroban ili nedostaje; često s tankim perispermom. n = 12.

## Rodovi i broj vrsta
1. Genus Myricaria Desv., 13
2. Genus Myrtama Ovcz. & Kinzik., 1
3. Genus Reaumuria L., 25
4. Genus Tamarix L., 73